# Healing

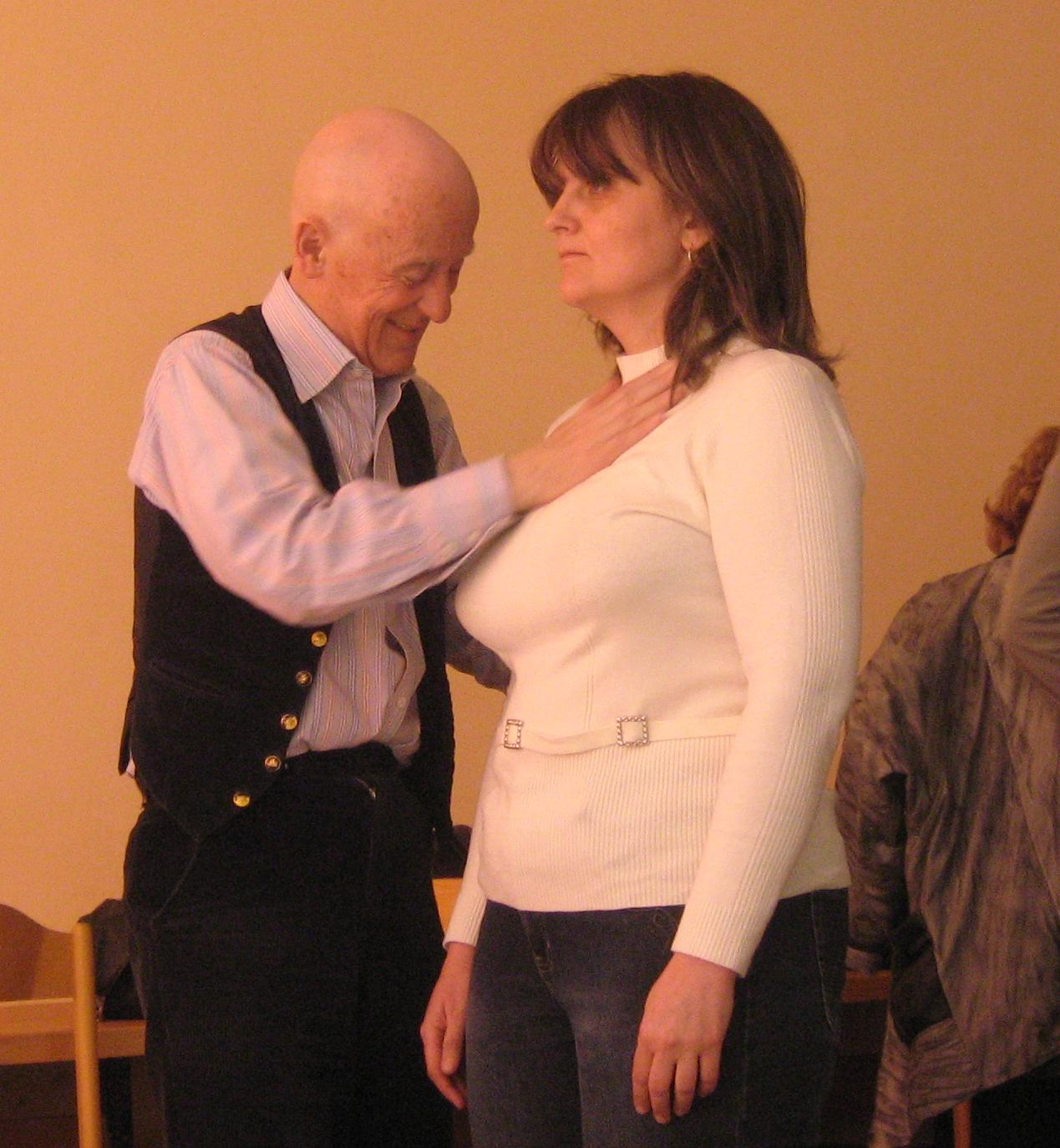
En man som använder handpåläggning som healingmetod.

Healing (engelska för "läkning"; uttal: ['hi:liŋ]) eller helande är en pseudovetenskaplig, alternativmedicinsk verksamhet, där man genom enbart andliga metoder försöker behandla sjukdomar. Healing utförs ofta genom att healern håller händerna på eller nära den som ska behandlas, men den utförs också på distans.
I Sverige lyder healingbehandling under kvacksalverilagen, som numera ingår i patientsäkerhetslagen. Denna lag styr över vad som får och framförallt inte får behandlas med healing.
Termen healing (i äldre svenskt text helbrägdagörelse) används bland annat av vissa kristna grupper som hävdar att sjukdomar kan botas genom bön och handpåläggning.

## Kristen bakgrund
I Bibeln beskrivs hur Jesus och hans lärjungar och även Gamla Testamentets profeter botar sjukdomar med hjälp av Guds kraft. Bibeln uppmuntrar också till bön för sjuka och förväntan om Guds ingripande. I Jakobsbrevet 5:14 uppmanas till exempel till bön jämte smörjelse med olja (jämför också Markusevangeliet 6:13). I Första Korinthierbrevet 12:4–11 omnämns ”gåvor att bota” som en av Andens gåvor.

## Funktion
Helande eller helbrägdagörelse innebär i traditionell bemärkelse detsamma som botande av sjukdomar genom tro. Det brukar dock avse botande på övernaturlig väg, det vill säga en typ av under. Det nyare begreppet healing är kopplad till alternativmedicin och dess verksamhet.
Helande syftar inom medicinsk antropologi på den subjektiva upplevelse en patient har av sitt tillfrisknande. Detta kan jämföras med sjukdomens dubbla identitet av medicinskt tillstånd och patientens egen upplevelse av sjukdomen. Fullständig hälsa är därmed kopplat till patientens känsla av att må bra, vid sidan av det medicinska sjukdomstillståndets avhjäpande.
Healing har inte vetenskapligt bevisats verksamt, men anhängarna till och utövarna av healing hänvisar ofta till olika fall och händelser, där personer påstås blivit botande från olika sorters sjukdomar. Läkarvetenskapen anser att placeboeffekten är en starkt verksam ingrediens i olika healingmetoder och helbrägdagörelser, vid sidan av spontan självläkning.
Hypoteser som framförts av anhängare till healing är att healingen skulle medföra ökad blodgenomströmning, vilket skulle öka kroppens egen läkningsförmåga. Healing skall enligt dessa anhängare också kunna lindra smärta och lösa upp blockeringar av energi. Även pseudovetenskapliga förklaringar förekommer, som till exempel att healern fungerar som en 'kanal' för 'energier' och styr dessa till den sjuke. 
Handpåläggning har vissa naturliga förklaringar, främst att beröring frigör oxytocin och endorfiner som är smärtstillande och har andra positiva psykologiska effekter.
Healing har kritiserats, bland annat på grund av fall där föräldrar vägrat låta sina barn behandlas med moderna medicinska metoder.

## Negativ effekt på folkhälsan
Tilltro och tillit på healing till den grad att andra former av behandling avvisas kan påverka folkhälsan, när den reducerar eller eliminerar tillgång till modern medicinsk teknik. Detta visar sig såväl i form av högre barnadödlighet som i reducerad medellivslängd hos vuxna. Kritiker har även pekat på allvarlig skada som har uppstått till följd av falskt etiketterade "healningar", där patienter felaktigt anser sig själva botade och upphör med eller avstår från behandling.